# 京都・保津川花火大会
京都・保津川花火大会（きょうとほづがわはなびたいかい）は、毎年8月11日（少雨決行・荒天中止）に開催される、京都府亀岡市保津町の花火大会である。
旧名称は第○○回亀岡平和祭保津川市民花火大会（○部は開催回数、2023年は第72回）であったが、亀岡市が市制70周年を迎えるにあたり、公募を経て、2025年より京都・保津川花火大会の愛称で開催していくことを決定した。

## 概要
1952年（昭和27年）、過去の戦争で犠牲になられた戦没者の皆様や災害で犠牲になられた方々のご冥福をお祈りする世界の恒久平和と、「ふるさと亀岡」の平和を祈念するために始まった。
空を彩る豪華な花火が真夏の情緒を誘う。大会当日は、亀岡市だけでなく南丹市や京都市、大阪方面を中心とした全国からの見物客で賑わう。

### 年表
- 2010年(平成22年)の第59回花火大会では、丹波亀山城築城400年記念の一環として執り行われた。
- 2013年(平成25年)の第62回花火大会では、当時京都サンガF.C.の選手であった杉本大地と山田元気が点火式を行った。また、花火が打ち上がる様子がニコニコ生放送にて配信された。
- 2015年(平成27年)の第64回花火大会では、亀岡市制60周年記念の一環として執り行われた。
- 2016年(平成28年)の第65回花火大会では、クラウドファンディングを通じてプラスチックごみゼロを目指す取り組みが行われた。
- 2017年(平成29年)の第66回花火大会より全体の打上数が昨年より約500発増え約5,500発になった。
- 2018年(平成30年)の第67回花火大会より全体の打上数が昨年より約1,500発増え約7,000発になった。
- 2019年(令和元年)の第68回花火大会より全体の打上数が昨年より約1,000発増え約8,000発になった。
- 2020年(令和2年)の第69回花火大会、2021年(令和3年)の第70回花火大会はともに新型コロナウイルス感染症の感染拡大防止のため中止となった。
- 2023年(令和5年)の第72回花火大会より全体の打上数が昨年より約2,000発増え約10,000発になった。
- 2024年(令和6年)の第73回花火大会では、約10,000発の打ち上げに加え、西日本最大級となる2尺玉の打ち上げを行った。また、ドローンショーの開催、及び同年春に行われたももクロ春の一大事とのコラボキャンペーンとして、ファン投票で決定した音楽が流れるパートも実施した[2]。大会運営のボランティアについても、ボランティアＰＲ隊長としてタレントの彩羽真矢を任命した[3]。

### 会場
- 京都府亀岡市保津町保津橋上流（JR亀岡駅から徒歩10分～20分程度※会場により異なる）

### 打上玉数
- 約10,000発(2023年の関西圏ではディズニー ミュージック＆ファイヤーワークスに次ぐ規模)
2023年(令和5年)の第72回花火大会では、第94回全国花火競技大会「大曲の花火」で最高賞の内閣総理大臣賞を受賞するなど、数々の受賞歴を誇る株式会社マルゴーを中心とした花火師が打上げを担当。株式会社マルゴーはパステルグラデーションを使った「時差式花火」が人気で、その日本トップクラスの実力は、花火界のマジシャンとも言われている。
また、全域音響システムによる音楽花火を実施する。